# Рита Ташінґем
Рита Ташінґем (англ. Rita Tushingham; нар. 14 березня 1942, Ліверпуль, Велика Британія) — британська акторка театру та кіно, активістка руку боротьби з раком молочної залози. Лауреатка премій «Золотий глобус» та «BAFTA».

## Життєпис
Народилася 14 березня 1942 року в Ліверпулі у родині продавця фруктів. Почала акторську практику у театрі «Liverpool Playhouse». Працювала асистенткою режисера в репертуарному театрі Ліверпуля.
Кінодебют Рити Ташінґем став неймовірно успішним. Екранізація драми Ш. Ділані «Смак меду» (1961), поставлена режисером Тоні Річардсон, завоювала безліч позитивних оцінок критики, премію за найкращу жіночу роль на Каннському кінофестивалі у 1962 році.
Рита Ташінґем нагороджена преміями «Золотий глобус» та «BAFTA», була в журі на 22-му Берлінському міжнародному кінофестивалі у 1972 році та на 40-му Берлінському міжнародному кінофестивалі у 1990 році.
У липні 2009 року Ташінґем отримала почесну стипендію від університету Ліверпуля імені Джона Мурса за «видатний і стабільний внесок в мистецтво».

## Приватне життя
У 1962 році одружилася з фотографом Террі Бікнелл, народила двох дочок: Додону та Аїшу.
У 1981 році одружилася з іракським режисером Осамою Рамі, з яким прожила 8 років у Канаді. В даний час живе з німецьким письменником Гансом-Гейріком Зіеманном.
У квітні 2005 року у її 33-річної дочки Аїші був діагностований рак молочної залози. Вона поборола хворобу і згодом народила сина. У зв'язку з цим Рита Ташінґем стала активісткою руху проти раку молочної залози.

## Вибрана фільмографія
- Смак меду (1961)
- Хлопці у шкіряних куртках (1963)
- Вправність... і як її придбати (1965)
- Доктор Живаго (1965)
- Капкан (1966)
- Діаманти на сніданок (1968)
- Хліб, масло і варення (1977)
- Велике вариво (1977)
- Фіктивний шлюб (1992)
- Євангеліє від Гаррі (1993)
- Жахливо велика пригода (1995)
- Всередині себе (1997)
- Театр (2004)
- Нові трюки (2005)
- Міс Марпл Агати Крісті (2006)
- Гриб-дощовик (2007)
- Минулої ночі у Сохо (2021)

## Номінації та нагороди
| Рік  | Премія                  | Нагорода                                     | Фільм                          | Результат |
| ---- | ----------------------- | -------------------------------------------- | ------------------------------ | --------- |
| 1962 | BAFTA                   | За найбільш багатообіцяючий дебют            | Смак меду                      | Перемога  |
| 1962 | Каннський кінофестиваль | За найкращу жіночу роль                      | Смак меду                      | Перемога  |
| 1963 | Золотий глобус          | За найкращий дебют акторки                   | Смак меду                      | Перемога  |
| 1965 | BAFTA                   | За найкращу жіночу роль                      | Дівчина з зеленими очима       | Номінація |
| 1966 | Золотий глобус          | За найкращу жіночу роль (комедія або мюзикл) | Вправність... і як її придбати | Номінація |
| 1966 | BAFTA                   | За найкращу жіночу роль                      | Вправність... і як її придбати | Номінація |